# Шпёркельнбрух
Шпёркельнбрух (нем. Spörkelnbruch) — поселение хуторского типа в пределах города Хан административного района Меттман (земля Северный Рейн-Вестфалия, Германия).

## География

### Положение
Населённый пункт Шпёркельнбрух находится на северо-западной окраине Хана, на границе с городом Хильден. Здесь же расположена одноимённая природоохранная территория Шпёркельбрух (ME 013) района Меттман. Ближайшее хуторское поселение Келлертор находится в километре северо-восточнее. Транспортная связь с центром города и автобаном А46  осуществляется по дороге районного значения К16 (Флюрштрассе).

### Природа

#### Геология

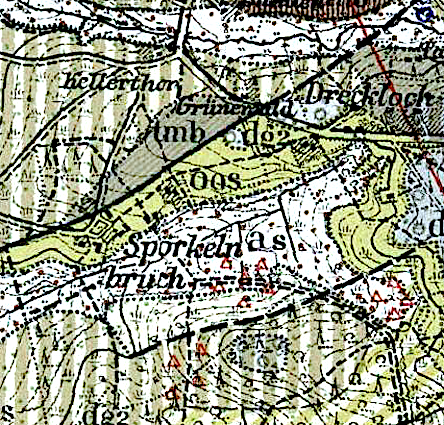
Геологическая карта Шпёркельнбруха

Основу геологического строения территории поселения составляют мощные отложения нижней части среднего девона (Айфельский ярус), называемый здесь Бранденбергскими слоями. Они представляют из себя морские отложения глины и песка, со временем превратившиеся в глинистые сланцы красно-зелёного цвета и граувакковые песчаники. Они выходят на поверхность в узком русле ручья Хоксбах, ограничивающего Шпёркельнбрух с юга. Выше тонким слоем отложены тонкозернистые пески верхнего олигоцена от жёлко-бурого до тёмно-зелёного цвета, а ещё выше — тонкие наслоения четвертичных отложений различного происхождения, непосредственно на которых сформировались местные почвы. На геологической карте местности зафиксирован региональный тектонический разлом, пересекающий поселение с северо-востока на юго-запад. 

#### Рельеф и гидрография
Практически всё поселение расположено на сильно денудированной старой морской олигоценовой террасе, возвышающейся расчленёнными холмами над главной террасой Рейна (в Хильдене). Эту террасу разрезает ручей Хоксбах, собираюший воду из рядом расположенных заболоченных верховых источников в песках верхнего олигоцена. Абсолютные высоты местности колеблются в пределах около 90 м.

#### Охрана природы
С юга и востока к границам поселения двумя участками подходит специальная природоохранная территория (ландшафтный заказник) (FFH-Gebiet — Особая заповедная зона) Хильден-Шпёркельнбрух. По другой природоохранной классификации — это две природоохранные территории: западная называется Хильденер Штадтвальд (Зандбах-Кребсбах) (ME-033), а восточная — Шпёркельнбрух (Хильден) (ME-013). Кроме того, поселение окружено природными биотопами, нуждающимися в охране: BK-4707-0071, BK-4807-0002, BK-4807-0013 и BK-4807-0126. Это привело к популярности пешеходного т велосипедного туризма в Шпёркельнбрухе и его окрестностях.

#### Шпёркельнбрух в Земельном кадастре Северного Рейна-Вестфалии

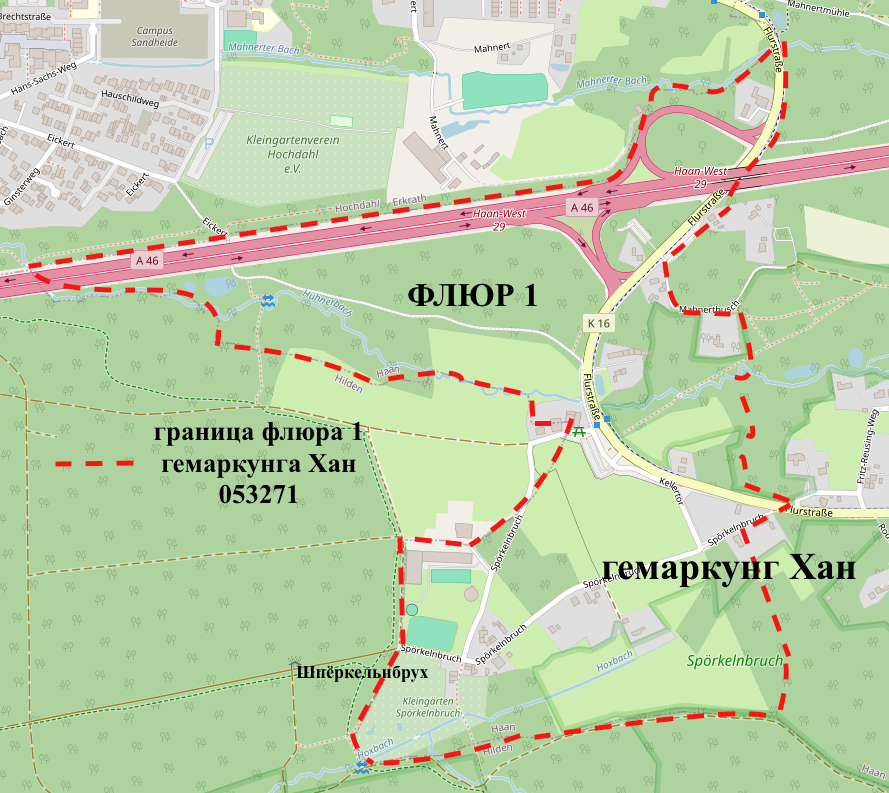
Флюр 1 гемаркунга Хан

Как территория землепользования, поселение находится в флюре (крупная часть кадастрового района) 1 гемаркунга Хан (053271) и занимает его юго-западную часть.
Соседние флюры:
- номер 2 (гемаркунг Хан) — на востоке
- номер 42 (гемаркунг Хан) — на юго-востоке
- номер 44 (гемаркунг Хильден) — на юге и западе
- номер 43 (гемаркунг Хильден) — на северо-западе
- номер 38 (гемаркунг Хохдаль) — на севере

Основная часть территории флюра занята полевыми, лесными угодьями и пастбищами. Меньшая часть используется для транспортных путей и жилой (совместно с хозяйственной) застройкой.

## История
В раннее Новое время истории Шпёркельнбрух (также Шпёркленбрух) был частью Нижнего Хоншафта Хана в Бергишской администрации Золингена.
Вероятно, поселение названо в честь крушины (Frangula alnus) – неприметного кустарника с яйцевидными листьями и сине-черными ягодами. Нижненемецкое слово шпрокк (sprock) или шпорк (spork) означает хворост и тесно связано со староверхненемецким словом Шпруха (Spurcha), которое широко использовалось для описания крушины (Шпёркель или Шпёркер) или можжевельника. Брух — старое название болота или водно-болотного угодья. Добыча торфа была зарегистрирована в районе Шпёркельнбруха ещё со времён средневековья.
2 марта 1563 года топоним «Шпуркенбройх» впервые появляется в документе, связанном с продажей земли, в котором также упоминаются два пруда. 1 апреля 1591 года упоминается также лесной участок в «Шпуркененброхе» размером 8 кёльнских моргенов (примерно 25,4 кв м.).
В списке населения 1830 г. в посёлке Шпёркленбрух значатся 2 дома с общим количеством жителей 9 человек. Шпёркленбрух показан на карте Хофакера (1898 г.) с несколькими зданиями под названием «Шпюркельнбрух».
В настоящее время в поселении насчитывается 12 жилых зданий.